# 187 Ride or Die
187 Ride or Die é um jogo eletrônico desenvolvido e publicado pela Ubisoft. É um jogo de corrida de combate de veículos. Foi lançado para PlayStation 2 e Xbox antes de ser portado para o PSP sob o título de Street Riders.

## Modos do Jogo
Whip Race
É uma corrida normal com uso de todas as armas disponíveis pela pista.
Death Race
Neste modo sobreviver é tudo, pois a cada volta o último colocado nesta volta terá o veículo destruído, todas as armas disponíveis.
Minifield
Consiste num modo de corrida de estilo de sobrevivência e ao contrário dos outros modos, neste somente é permitido o uso minas terrestres como armas.
Po-Po Chase
Este modo pode ser jogado somente no Story Mode, pode se encontra-lo duas vezes na missão Strickly Business e Going All Out. Neste modo o jogador atravessa uma auto-estrada em alta velocidade com o uníco objetivo de não ser capturado pela policia local, um fator a mais são os outros veículos que fazem parte do trafego da auto-estrada.
Survivor/Suvivor Bulletprof
É combate que também pode ser jogado Story Mode. Neste modo o jogador ocorre numa área demarcada que equivale aproximadamente e um quarteirão, e deve manter veículo em ótimo estado para sobreviver aos demais oponetes que estarão unidos contra você. Em uma fase de Rip Ville o númrero oponentes chega a dez.

## Pistas
- Boondocks
- Boondocks Payback
- Po-Po Chase
- Grand City
- Grave Digga Payback
- Grave Digga
- The jungle
- The lot
- The lot Payback
- The Coast
- The Sticks
- The Sticks Payback
- Rip Ville
- Rip Ville Payback
- Western
- Western Payback